# Roger Hargreaves
Charles Roger Hargreaves (9 de maio de 1935 — 11 de setembro de 1988) foi um autor e ilustrador britânico de livros infantis, mais conhecido por seu trabalho nas séries Mr. Men e Little Miss. Suas histórias simples e singelas, combinadas a ilustrações de cores vivas e traços fortes, permaneceram na cultura popular por mais de 25 anos, sendo traduzidas para 15 idiomas e vendendo mais de 100 milhões de cópias ao redor do mundo.

## Biografia
Filho do produtor de lã Alfred Hargreaves e de Ethel Pickles, Charles Roger nasceu em 1935 em Cleckheaton, Yorkshire. Deixou a escola em 1953 para ajudar na lavanderia de seu pai, sendo forçado a também abandoná-la quando foi convocado pela aeronáutica em 1955, servindo na Força Aérea Real até 1957. Nesse meio tempo Alfred morreu, e sua loja, vendida. De volta à vida civil, Roger passou a trabalhar no ramo publicitário.
No começo da década de 1970, já casado, com filhos e determinado a passar mais tempo em casa com sua jovem família, Roger decidiu se dedicar à escrever e ilustrar livros infantis. Seu projeto era criar histórias curtas o bastante para serem lidas em pouco tempo que, combinadas a imagens de cores vibrantes e chamativas, seriam apresentadas em livros de formato pequeno, características destinadas a agradar e se adequar ao universo infanto-juvenil.
Em 1971, enquanto trabalhava na campanha de um cliente, Roger esboçou o primeiro de seus personagens, e em agosto do mesmo ano eram lançadas pela editora Fabbri and Partners Ltd os primeiros seis livros de uma série chamada Mr — Mr Bump, Mr Greedy, Mr Happy, Mr Nosey, Mr Sneeze e Mr Tickle. Em 1974, como parte de um projeto de licenciamento dos personagens, os livros foram renomeados para Mr Men, nome pelo qual acabaram tornando-se célebres.
O empreendimento de licenciar suas criações para que empresas terceirizadas produzissem produtos variados garantiu a Roger a continuidade do sucesso de suas obras, que em 1981 haviam vendido apenas no Reino Unido mais de 31 milhões de cópias. Além dos livros e do merchandising, Mr Men deu origem também a tiras diárias publicadas no Daily Mirror, um desenho animado exibido pela BBC e o spin-off Little Miss.
Após sofrer uma série de derrames, Roger Hargreaves morreu em 1988 na cidade de Royal Tunbridge Wells, em Kent, aos 53 anos.

## Obras publicadas
- Mr. Men
- Little Miss
- Walter Worm
- Once Upon a Worm
- John Mouse
- Things

Mr Tickle (1971), o primeiro livro da série Mr Men

- Albert Elephant, Count Worm and Grandfather Clock
- I am...
- Timbuctoo
- Hippo Potto and Mouse
- Easy Peasy People (também por Gray Jolliffe)
- Roundy and Squarey

## Aparições em outros livros
Alguns livros do Sr. Men têm Hargreaves desenhado neles. Ele aparece em:
- Mr. Small
- Little Miss Star